# Manuel Pérez Rodrigo
Manuel Pérez Rodrigo  (Barcelona el 31 de agosto de 1976), conocido como Manolo Pérez, y apodado por la afición del Cádiz C.F. como "El Beckham de la Bahía" es un exfutbolista español que se retiró de los terrenos de juego a nivel profesional en el año 2012.
Afincado en San Fernando (Cádiz), es el propietario de la empresa distribuidora de la marca deportiva RINAT en Europa, especializada en material para porteros de fútbol.

## Clubes
- Mallorca B 1996 - 1997
- FC Barcelona B 1997 - 1998
- RCD Espanyol 1998 - 1999
- CD Logroñés 1999 - 2000
- Albacete Balompié 2000 - 2002
- CD Orense 2001-2002
- Alicante CF 2002-2003
- Cádiz CF 2003 - 2006
- Hércules CF 2006
- Elche CF 2007
- Cultural y Deportiva Leonesa 2007
- Unió Esportiva Lleida 2008
- Racing Club de Ferrol 2008 - 2009
- Unión Deportiva Melilla 2009 - 2010
- Club Polideportivo Ejido 2010 -2011
- Asociación Deportiva Ceuta 2010 - 2011
- CD Roquetas 2011-2012